# Johan Talihärm
Johan Talihärm (* 27. September 1994 in Tallinn) ist ein estnischer Biathlet.
Johan Talihärm startet für den Nõmme Spordiklubi. Er gab sein internationales Debüt bei den Biathlon-Juniorenweltmeisterschaften 2013 in Obertilliach. Dort startete er bei der Jugend Herren und wurde 37. im Sprint, 40. in der Verfolgung, 51. im Einzel und in der Staffel zusammen mit Kristjan Koskinen und Rene Zahkna 10. Danach ging er in Martell im IBU-Cup an den Start. Bereits nach dem ersten Schießen beendete Talihärm das Rennen. Bei den Biathlon-Europameisterschaften 2013 in Bansko wurde er 39. im Einzel, 36. im Sprint und bei der Verfolgung wurde er als überrundeter Läufer aus dem Rennen genommen.
Johan Talihärm hat eine jüngere Schwester (Grete) und eine ältere Johanna.

## Statistiken

### Weltcupplatzierungen
Die Tabelle zeigt alle Platzierungen (je nach Austragungsjahr einschließlich Olympische Spiele und Weltmeisterschaften).
- 1.–3. Platz: Anzahl der Podiumsplatzierungen
- Top 10: Anzahl der Platzierungen unter den ersten zehn (einschließlich Podium)
- Punkteränge: Anzahl der Platzierungen innerhalb der Punkteränge (einschließlich Podium und Top 10)
- Starts: Anzahl gelaufener Rennen in der jeweiligen Disziplin
- Staffel: inklusive Mixed- und Single-Mixed-Staffeln

| Platzierung         | Einzel | Sprint | Verfolgung | Massenstart | Staffel | Gesamt |
| ------------------- | ------ | ------ | ---------- | ----------- | ------- | ------ |
| 1. Platz            |        |        |            |             |         |        |
| 2. Platz            |        |        |            |             |         |        |
| 3. Platz            |        |        |            |             |         |        |
| Top 10              |        |        |            |             |         |        |
| Punkteränge         |        |        |            |             |         |        |
| Starts              | 1      | 3      |            |             |         | 4      |
| Stand: Karriereende |        |        |            |             |         |        |